# Safia Elmi Djibril
Safia Elmi Djibril (geb. 1963) ist eine Politikerin und Frauenrechts-Aktivistin in Dschibuti.
Sie ist für die Partei Rassemblement populaire pour le progrès („Volksversammlung für den Fortschritt“) in der Nationalversammlung. Die Partei ist Teil der herrschenden Koalition der Union pour la majorité présidentielle.

## Karriere
Safia Elmi Djibril arbeitete zunächst in Gesundheitsprogrammen in Dschibuti.
Sie ist eine ausgesprochene Gegnerin der Weiblichen Genitalverstümmelung und anderer traditioneller Praktiken, die für Frauen und Kindern verletzend sind.

### National Assembly
Bei der Parlamentswahl 2008 wurde Djibril zusammen mit einigen weiteren Frauen erstmals ins Parlament geählt. Zu der kleinen Gruppe Frauen zählen auch Aïcha Mohamed Robleh und Hasna Barkat Daoud. Sie ist Mitglied der Partei Rassemblement populaire pour le progrès für den Wahlkreis Quartier 7 in der Hauptstadt Dschibuti.
Neuere Gesetze fordern, dass mindestens 25 % der Abgeordneten Frauen sein sollen. Dieses Ziel wurde erst 2018 erreicht.
2019 beteiligte sich Djibril am Aufbau eines Women’s Caucus (Frauengesprächskreis) im Parlament.
Sie ist Second Vice President (Stellvertretende Vizepräsidentin) unter Präsident Ismaïl Omar Guelleh und zugleich Mitglied des Obersten Gerichts.

### Pan-Afrikanische Organisationen
Djibrils fokus ist weiterhin Gesundheit von Frauen und Kindern und sie ist Vizepräsidentin des Inter-African Committee on Traditional Practices Affecting the Health of Women and Children, wobei sie Dschibutis First Lady Kadra Mahamoud Haid vertritt.
Sie ist Mitglied des Panafrikanischen Parlaments, wo sie bis 2018 die Position einer Vizepräsidentin innehatte. Sie hat sich auch im Pan-African Parliament’s Women’s Caucus (Frauengesprächskreis im Panafrikanischen Parlament) beteiligt.